# Tabeirós – Terra de Montes
Die Comarca Tabeirós – Terra de Montes ist eine der zehn Comarcas in der Provinz Pontevedra.
Die im Norden der Provinz gelegene Comarca umfasst 2½ Gemeinden auf einer Fläche von 528,96 km².

## Gemeinden
| Gemeinde                           | Einwohner (2024) | Fläche km² | Dichte Einw./km² | Cod INE | Postleitzahl |
| ---------------------------------- | ---------------- | ---------- | ---------------- | ------- | ------------ |
| Cerdedo-Cotobade                   | 1.674            | 79,85      | 8                | 36902   | 36130, 36895 |
| A Estrada                          | 20.139           | 280,72     | 72               | 36017   | 36680        |
| Forcarei                           | 3.127            | 168,39     | 19               | 36018   | 36550        |
| Comarca Tabeirós – Terra de Montes | 24.940           | 528,96     | 47               | –       | –            |

1. ↑   Nur die Einwohnerzahl und Fläche der ehemaligen Gemeinde Cerdedo, der Rest gehört zur Comarca Pontevedra.

1. ↑  Instituto Nacional de Estadística Municipal Register of Spain